# Lagorchestes leporides
A lebre-wallaby-do-leste é uma espécie extinta de wallaby que habitava a Austrália. Era conhecida por sua grande velocidade de deslocamento e podia saltar acima de 1,80 m de altura.
Tratava-se de uma espécie comum. No entanto, com a colonização européia do continente, sofreu grande competição ecológica com outras espécies, além de ser predada por gatos. O último relato é de uma fêmea coletada em agosto de 1889.